# 帕爾默 (印第安納州)
帕爾默（英語：Palmer）是位於美國印地安納州萊克縣的一個非建制地區。該地的面積和人口皆未知。